# Фелікс Конарський
Фелікс Конарський (пол. Feliks Konarski; 27 грудня 1906 (9 січня 1907), Київ, Російська імперія — 12 вересня 1991, Чикаго, США) — польський поет і артист. Найбільш відомий, як автор тексту до пісні «Червоні маки під Монте-Кассіно».

## Біографія
Навчався e київській гімназії. У 1921 році, поїхав до Варшави, де завершив середню освіту і вступив до університету. Однак незабаром залишив навчання і присвятив себе сцені. У 1920-х роках грав у чемпіонаті Польщі з футболу в складі клубу «Полонія» (Варшава). 1933 року одружився з відомою співачкою і танцівницею Ніною Оленською (справжнє ім'я — Яніна Півочка). Наступного року переїхав до Львова, де створив театр-ревю. Писав вірші, у тому числі і тексти до популярних пісень «Весна, весна нарешті», «Де твій батько, сопливий» (виконавиця Зула Погоржельська), «П'ять хлопчиків з Альбатроса», «Грай Антош танго», польку «Кочегар» (Тут горить, як в пеклі …).
Після окупації східних областей Польщі Червоною армією, працював в радянському джазовому оркестрі Генріка Варса, їздив з виступами по містах Радянського Союзу. 1941 року був у Києві, де він відвідав свою матір (батько помер, а молодший брат був депортований до Сибіру). Автор російськомовних текстів до, популярних у 40-і роки, танго «Забуття» і фокстроту «Нічого не знаю» (під псевдонімом Ф.Рефрен).
У момент нападу Німеччини на Радянський Союз знаходився в Москві. З 1941 року — в Армії Андерса, з якою пройшов через Персію, Ірак, Палестину і Єгипет до Італії. Був одним з організаторів військового естрадного театру «Polska Parada».
З січня 1944 року, сили союзників тричі намагалися прорвати німецьку оборону в районі Монте-Кассіно що прикривала Рим з півдня. 11 травня розпочався четвертий загальний штурм, в якому взяв участь 2-й Польський корпус. Після тижневих запеклих боїв, «лінія Густава» була прорвана, на ділянці від монастиря Монте-Кассіно до узбережжя. Перетворений в фортецю монастир був залишений німецькими частинами, і польський загін поставив над його руїнами національний біло-червоний прапор. Таким чином, був відкритий шлях на Рим.
17-18 травня написав текст пісні «Червоні маки під Монте-Кассіно» (на музику польського композитора Альфреда Шютца), що стала надзвичайно популярною в Польщі. Перше виконання пісні відбулося відразу ж після битви при Монте-Кассіно, на вершині монастирського пагорба, її заспівала Рената Богданьска (майбутня дружина генерала Владислава Андерса). За іншою версією: вперше цю пісню виконав Гвідон Боруцький 19 травня. Перший аудіозапис — у виконанні Адама Астона (1944).
Після закінчення війни, разом з дружиною мешкав у Лондоні; створив театр «Реф-Рен». Брав активну участь у різноманітних творчих заходах польської еміграції. Зокрема, співпрацював з Ренатою Богданською і Маріаном Гемаром.

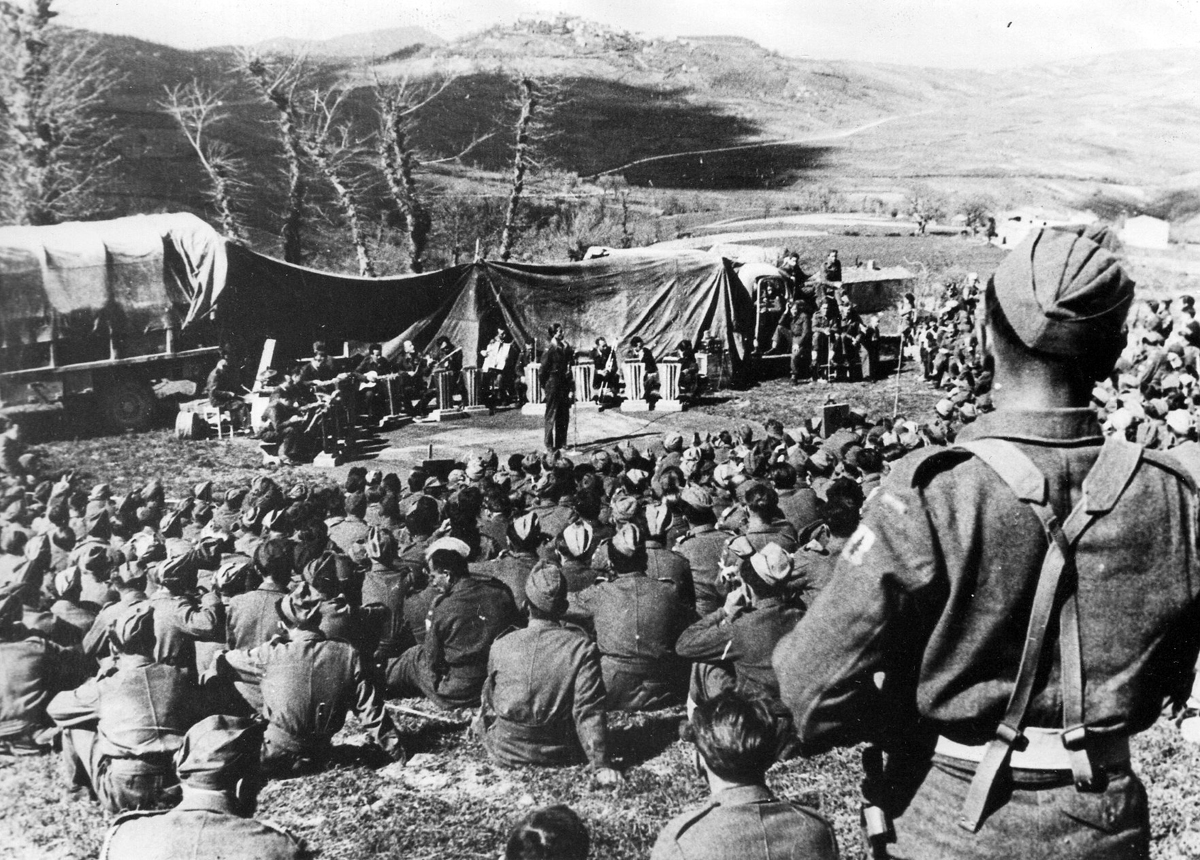
Польські вояки 3-ї дивізії карпатських стрільців слухають пісню «Червоні маки на Монте-Кассіно» (травень 1944 року).

1965 року родина Конарських переїхала на постійне проживання до Чикаго, де був одним з організаторів творчого життя польської громади і вів на радіо передачу «Червоні маки». Після падіння комуністичного режиму в Польщі, мав бажання відвідати батьківщину, але помер за кілька днів до вильоту.

## Футбольна статистика
Статистика виступів у чемпіонаті Польщі:
| Сезон             | Команда             | Ігри | Голи |
| ----------------- | ------------------- | ---- | ---- |
| 1925              | «Полонія» (Варшава) |      |      |
| 1926              | «Полонія» (Варшава) |      |      |
| 1927              | «Легія» (Варшава)   |      |      |
| 1927              | «Полонія» (Варшава) | 3    | 0    |
| 1928              | «Полонія» (Варшава) |      |      |
| 1929              | «Полонія» (Варшава) | 10   | 0    |
| Усього за кар'єру | Усього за кар'єру   | 13   | 0    |